# Bonte klauwierkraai
De bonte klauwierkraai (Strepera graculina) is een endemische vogelsoort uit Australië.

## Herkenning
De bonte klauwierkraai is 42,6 tot 49 cm lang. Het is een grote, overwegend zwarte vogel met een forse snavel en gele ogen. Kenmerkend is een witte vlek op de vleugel en wit op de bovenkant van de staart en witte onderstaartdekveren en witte vlekken op het einde van de buitenste staartpennen.

## Verspreiding en leefgebied
Er komen vijf nog levende ondersoorten voor in het oosten van Australië:
- S. g. magnirostris  (Kaap York-schiereiland)
- S. g. robinsoni  (Noordoosten van Queensland)
- S. g. graculina  (Oost-Australië)
- S. g. crissalis  (Lord Howe-eiland)
- S. g. nebulosa  (het zuiden van New South Wales en het oosten van Victoria)
- S. g. ashbyi †  (uitgestorven in de 20ste eeuw door hybridisering, kwam voor in het zuidwesten van Victoria)

De bonte klauwierkraai broedt in bosrijk gebied zoals montaan bos tot op 1500 m boven de zeespiegel of scrublands. In de zuidelijke winter trekken vogels naar meer open gebieden of parken, plantsoenen en vuilnisstortplaatsen.

## Status
De bonte klauwierkraai heeft een groot verspreidingsgebied en daardoor alleen al is de kans op de status  kwetsbaar (voor uitsterven) uiterst gering. De grootte van de populatie is niet gekwantificeerd, maar neemt door verstedelijking toe. Om deze redenen staat deze klauwierkraai  als niet bedreigd op de Rode Lijst van de IUCN.

## Foto's

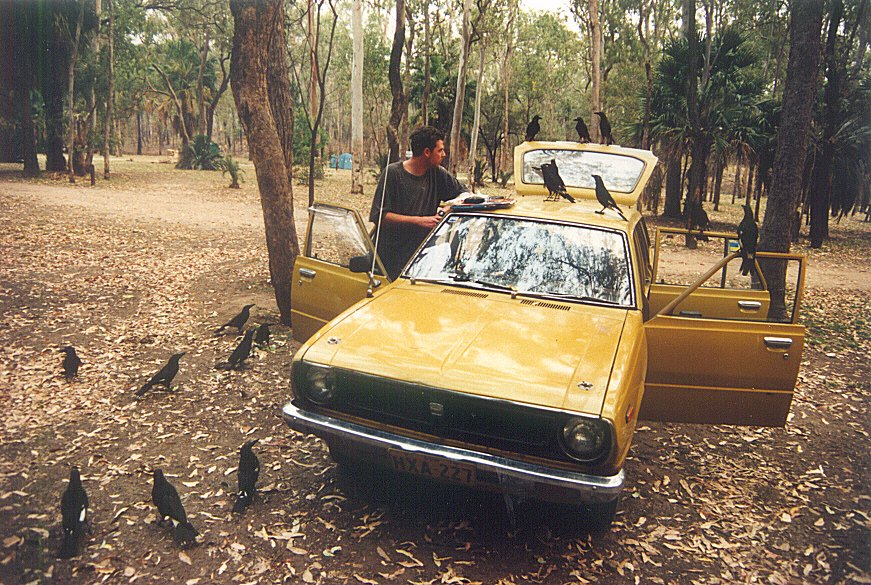
Bonte klauwierkraaien op picknickplaats
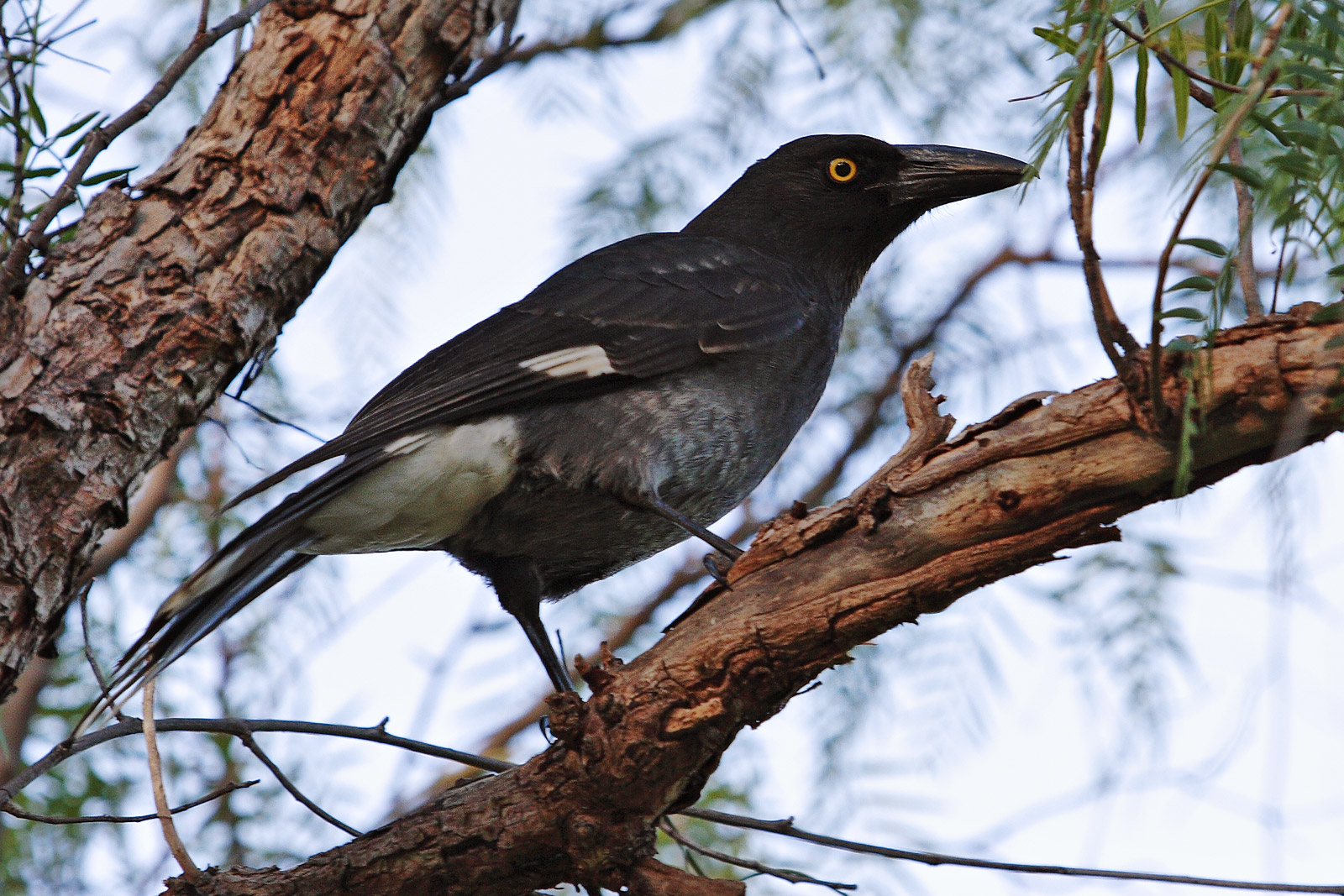
Ondersoort S. g. nebulosa